# 玄照
玄照法師，梵名般迦舍末底（唐言「照慧」，乃祖乃父冠冕相承），唐朝貞觀年間高僧，太州仙掌人。
經吐蕃翻越喜馬拉亞山，前往印度求法。在中印度菴摩羅跛國遘疾而卒。春秋六十餘矣